# Sternodromia monodi
Sternodromia monodi is een krabbensoort uit de familie van de Dromiidae. De wetenschappelijke naam van de soort is voor het eerst geldig gepubliceerd in 1966 door Forest & Guinot.